# Bedford C

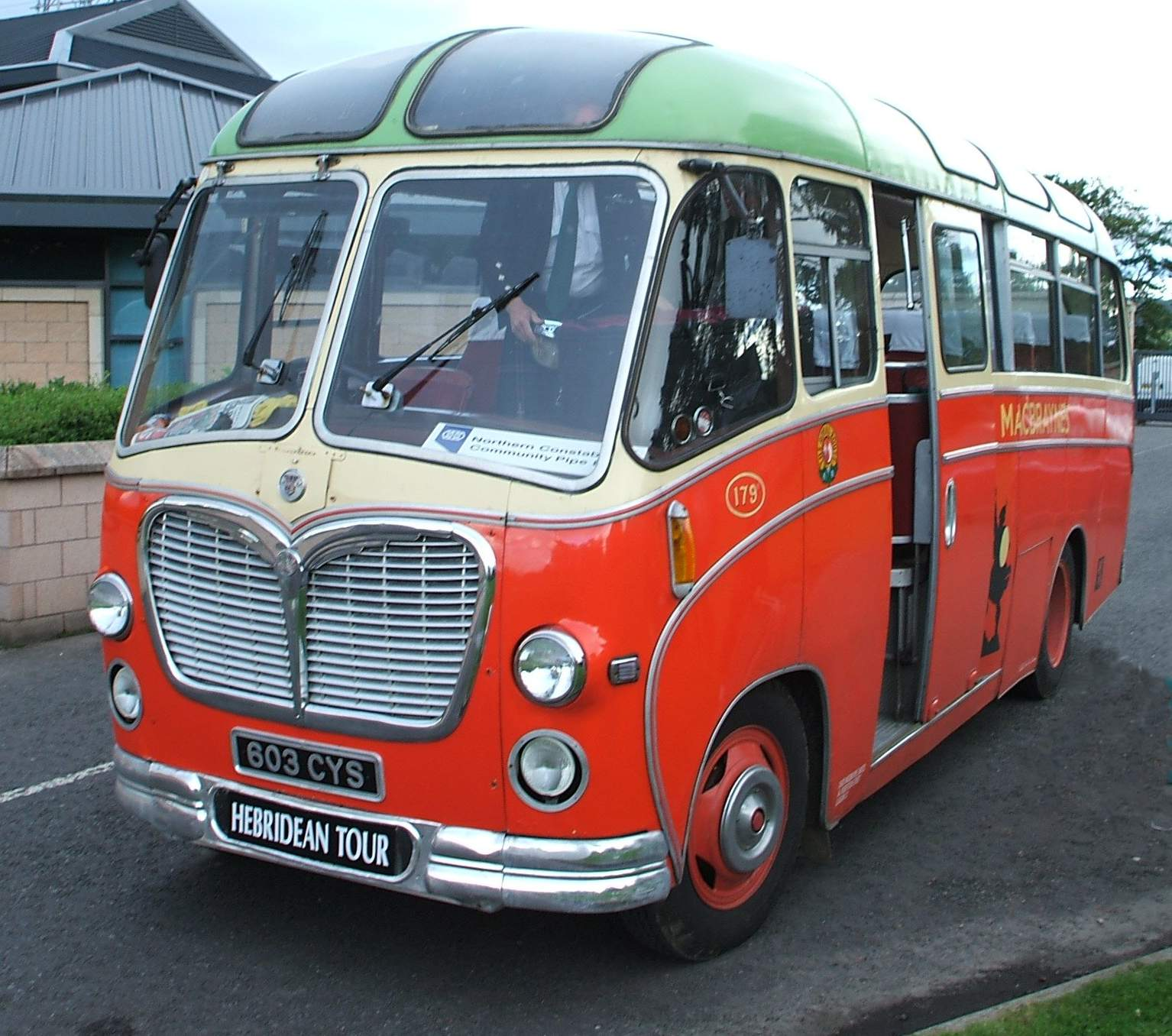
Bedford C5 mit Super Vista-Aufbau von Duple, Baujahr 1961

Der Name Bedford C bezeichnet ein Omnibusfahrgestell des britischen Herstellers Bedford Vehicles. 1957 wurde es erstmals vorgestellt.
Der Bedford C wurde entwickelt, da Bedford nach Produktionseinstellung des Bedford OB bis 1961, als der Bedford VAS in Produktion genommen wurde, keine Fahrgestelle für Busse mit einer Kapazität von 29 bzw. 30 Sitzplätzen anbieten konnte. 
Das Fahrgestell des Bedford C wurde wie auch das Chassis des Bedford SB aus dem Lkw-Chassis der S-Serie abgeleitet. Mit einem Gesamtgewicht von 4 bzw. 5 Tonnen waren die Busse jedoch deutlich kleiner als der SB. Das Chassis war für den Aufbau von Frontlenker-Karosserien gedacht. Während der C4 nur mit einer Breite von 7 Fuß und 6 Zoll angeboten wurde, gab es den C5 sowohl 7 Fuß 6 Zoll als auch 8 Fuß breit. Die Größenbeschränkung auf 7 Fuß 6 Zoll Breite war für Busse in Großbritannien zwar 1950 aufgehoben worden (bis dahin bedurften breitere Busse eine auf bestimmte Straßen beschränkten Sondergenehmigung), jedoch bevorzugten einige Buslinienbetreiber nach wie vor die schmalere Ausführung.
Motorisiert wurde der Bedford C in der Ausführung Z1 mit einem Sechszylinder-Ottomotor mit 3,6 l Hubraum. Die Ausführung Z2 bekam einen Sechszylinder-Dieselmotor mit 4,9 l Hubraum. Beide Motoren wurden von Bedford selbst hergestellt. Eine weitere Option war die Ausführung Z3 mit 4,9 l-Ottomotor. Alle Busse besaßen ein synchronisiertes Vierganggetriebe. Die Aufbauten kamen meist von Duple, die den ursprünglich für den Bedford OB entwickelten Aufbau an das neue Fahrgestell anpassten. Der nun Super Vista genannte Aufbau lehnte sich im Design stark an der Super Vega an, den Duple für den größeren Bedford SB anbot.

## Varianten
| Bezeichnung | Motor                                       | Anmerkung                                                                   |
| ----------- | ------------------------------------------- | --------------------------------------------------------------------------- |
| C4Z1        | Sechszylinder-Ottomotor mit 3,6 l Hubraum   | nur schmale Ausführung (7 Fuß 6 Zoll)                                       |
| C4Z2        | Sechszylinder-Dieselmotor mit 4,9 l Hubraum | nur schmale Ausführung (7 Fuß 6 Zoll)                                       |
| C4Z3        | Sechszylinder-Ottomotor mit 4,9 l Hubraum   | nur schmale Ausführung (7 Fuß 6 Zoll)                                       |
| C5Z1        | Sechszylinder-Ottomotor mit 3,6 l Hubraum   | sowohl breite (8 Fuß) als auch schmale Ausführung (7 Fuß 6 Zoll) erhältlich |
| C5Z2        | Sechszylinder-Dieselmotor mit 4,9 l Hubraum | sowohl breite (8 Fuß) als auch schmale Ausführung (7 Fuß 6 Zoll) erhältlich |
| C5Z3        | Sechszylinder-Ottomotor mit 4,9 l Hubraum   | sowohl breite (8 Fuß) als auch schmale Ausführung (7 Fuß 6 Zoll) erhältlich |